# Ypsolopha elongata
Ypsolopha elongata là một loài bướm đêm thuộc họ Ypsolophidae. Nó được tìm thấy ở Bắc Mỹ, bao gồm Utah.